# Sankt Albani Skole
Sct. Albani Skole (Sankt Albani Skole, Skt. Albani Skole) er en katolsk privatskole med adresse på Rømersvej i bydelen Bolbro i Odense, hvor skolens fundament og virke bygger på det katolsk-kristne livs- og menneskesyn. Skolen tilbyder undervisning fra børnehave til og med 9. klasse.